# Чино
Чино (італ. Cino) — муніципалітет в Італії, у регіоні Ломбардія, провінція Сондріо.
Чино розташоване на відстані близько 530 км на північний захід від Рима, 80 км на північ від Мілана, 30 км на захід від Сондріо.
Населення — 363 особи (2014).
Щорічний фестиваль відбувається 23 квітня. Покровитель — святий Юрій.

## Демографія
Населення за роками:

Станом на 1 січня 2023 року в муніципалітеті офіційно проживало 8 іноземців з 6 країн, серед них 4 громадяни країн Євросоюзу.

## Сусідні муніципалітети
- Черчино
- Дубіно
- Мантелло
- Новате-Меццола